# スタジオ-884
有限会社スタジオ-884は、主に映画、テレビドラマなど映像コンテンツの企画・製作・配給などを行う日本の映画会社である。

## 所在地
- 京都本社 : 京都府京都市右京区太秦中筋町20-1ダイヤビル3F
- 東京支社 : 東京都渋谷区本町3-27-10
- 滋賀支社 : 滋賀県草津市上笠2-15-10

## 制作・制作協力作品

### 映画
- 蠢動(出演:平岳大、中原丈雄、若林豪、さとう珠緒、三上康夫監督）2013年
- 太秦ライムライト(出演：福本清三・山本千尋・松方弘樹・小林稔侍/落合賢監督) 2014年
- マザーレイク(出演:内田朝陽、高橋メアリージュン、津田寛治/瀬木直貴監督) 2016年
- 恋のしずく(出演:川栄李奈、小野塚勇人、宮地真緒、小市慢太郎、大杉漣ほか/瀬木直貴監督) 2018年
- いのちスケッチ(出演：佐藤寛太、藤本泉、武田鉄矢/瀬木直貴監督)  2019年

### テレビドラマ
- BS日テレ「球形の荒野」(出演:寺尾聡、木村佳乃、武田真治)
- フジテレビNEXT「戦う女」(出演:門脇麦、山中崇、西田尚美、垣内美香監督)
- NHK BSプレミアム「謎解きLIVE　美白島殺人事件」(出演:金澤美穂、椎名琴音、森岡龍/前野朋哉監督)
- NHK BSプレミアム「謎解きLIVE　四角館の密室殺人事件」(出演:足立梨花、近藤芳正/前野朋哉監督)
- NHK BSプレミアム「謎解きLIVE　CATSと聖夜の殺人者」(出演:白石隼也、吉本実憂、浜野謙太/前野朋哉監督)
- NHK BSプレミアム「謎解きLIVE　蘇ったモリアーティ」(出演:白石隼也、吉本実憂、浜野謙太/前野朋哉監督)
- 読売テレビ「脚本家と女刑事」(出演:中野裕太、須賀健太、大石吾朗/汐口武史監督)

### 短編映画
- 「未来のカケラ」(出演:須賀健太、大島麻衣/渡邊世紀監督)
- 「星々の約束」(出演:高橋愛、津田寛治、木之本嶺浩/瀬木直貴監督)
- 「Tokyo Cinema Ensemble」（出演：夏木マリ、小芝風花）
- 「一粒の麦」（出演：シャーロット・ケイト・フォックス、鈴木夢奈、樋井明日香、柄本明）

## 録音・ダビング作品
- 1976-79 「座頭市シリーズ」
- 1992年「女殺油地獄」(松竹/五社英雄監督)
- 1993年「子連れ狼 その小さな手に」(松竹/井上昭監督)
- 1994年「RAMPO」 (松竹/黛りんたろう監督)
- 1996年「陽炎 2」(松竹/橋本以蔵監督)
- 他多数